# Vahto

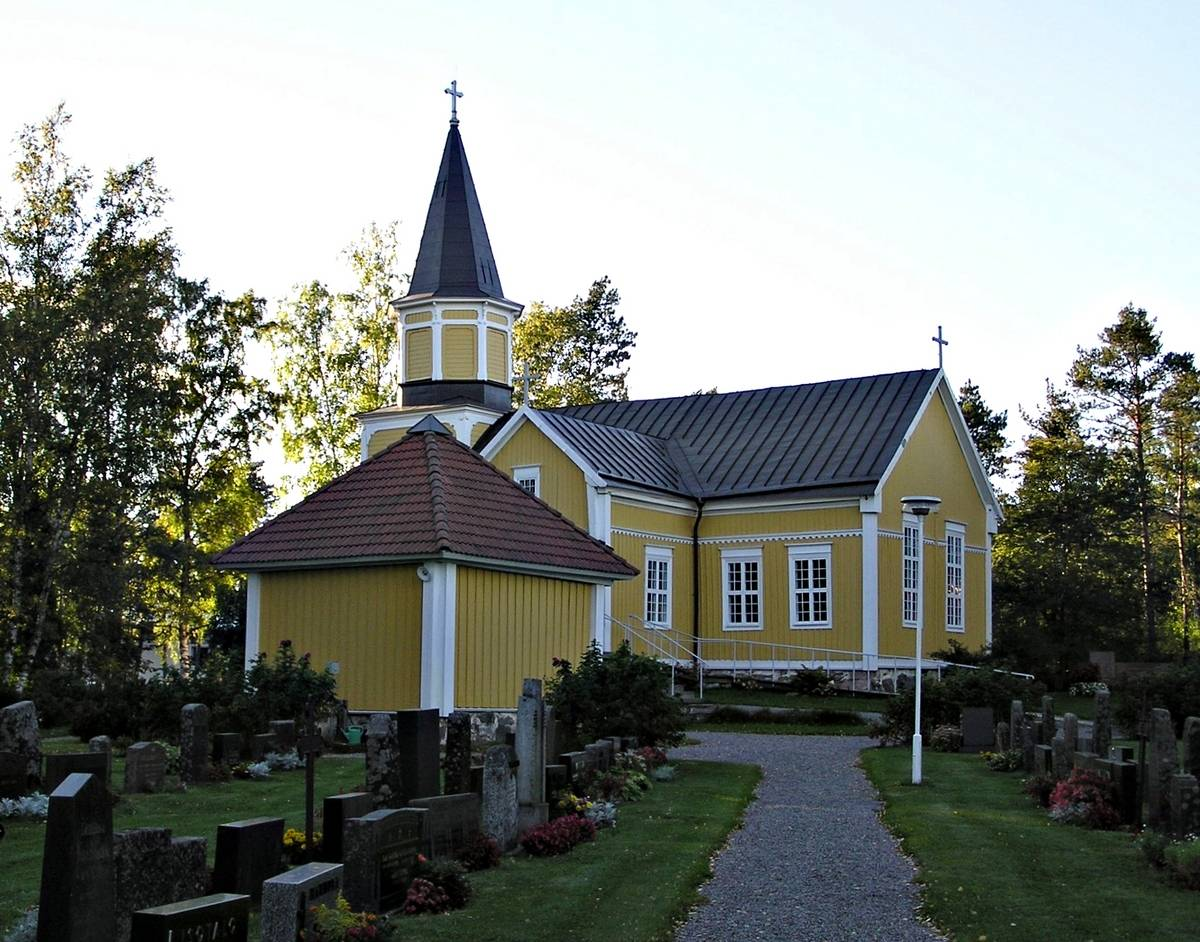
Vahto kyrka.

Vahto var en kommun i landskapet Egentliga Finland i Finland. Kommunen hade 1 918 invånare (2008), på en yta av 77,37 km². Den 1 januari 2009 slogs Vahto samman med Rusko kommun.
Vahto var enspråkigt finskt och dess grannkommuner var Aura kommun, Masko, Nousis, Pöytis, Rusko Virmo, Yläne och Åbo.

## Historia
Ursprungligen var Vahto en del av Rusko socken och orten kallades med namnet Trä-Rusko (finska: Puu-Rusko). Vahto blev en självständig kommun år 1870. 
Vahto kyrka invigdes år 1804. I Vahto finns ett hembygdsmuseum i ett gammalt sockenmagasin.

## Geografi

### Byar
Askais (finska: Askainen), Auvais (finska: Auvainen), Hemmola, Hyrköis (finska: Hyrköinen), Inkinen, Järvijoki, Kautranta, Kierikkala, Koivisto, Kylämäki, Laukola, Lavisberg (finska: Lavamäki), Parikka, Peijari, Riittiö, Seppälä, Silvola och Sysimäki.